# (7851) Azumino
(7851) Azumino es un asteroide perteneciente al cinturón de asteroides descubierto por Naoto Sato el 29 de diciembre de 1996 desde el Observatorio de Chichibu.

## Designación y nombre
Designado provisionalmente como 1996 YW2. Fue nombrado "Azumino" en honor a una zona en la prefactura japonesa de Nagano. Azumino es un área de hierba y arroz, con agua natural que cae de los manantiales de las montañas. Azumino es famoso alrededor de Japón por posser un bonito escenario abierto todo el año.

## Características orbitales
Azumino está situado a una distancia media de 2,204 ua, pudiendo alejarse un máximo de 2,565 ua y acercarse un máximo de 1,844 ua. Tiene una excentricidad de 0,163.

## Características físicas
La magnitud absoluta de Azumino es 13,4. Tiene un diámetro de 4,966 km y su albedo se estima en 0,343.